# Reserva Natural de Puhatu
La Reserva Natural de Puhatu és una reserva natural situada dins del Parc Nacional Alutaguse. La reserva natural se centra en un dels aiguamolls més grans d'Estònia, compost per aiguamolls, bosc de ribera i el riu Poruni. L'aiguamoll ha disminuït a causa de la mineria de pissarra bituminosa, la producció de torba i el drenatge.
La reserva natural és la llar de 21 espècies de plantes protegides diferents, i d'un nombre de mamífers i ocells inusuals, incloent-hi tres tipus d'àguila. La reserva també serveix com a important lloc de descans per a espècies migratòries. S'ha construït un sender d'estudi per als visitants.